# Museum Somme 1916

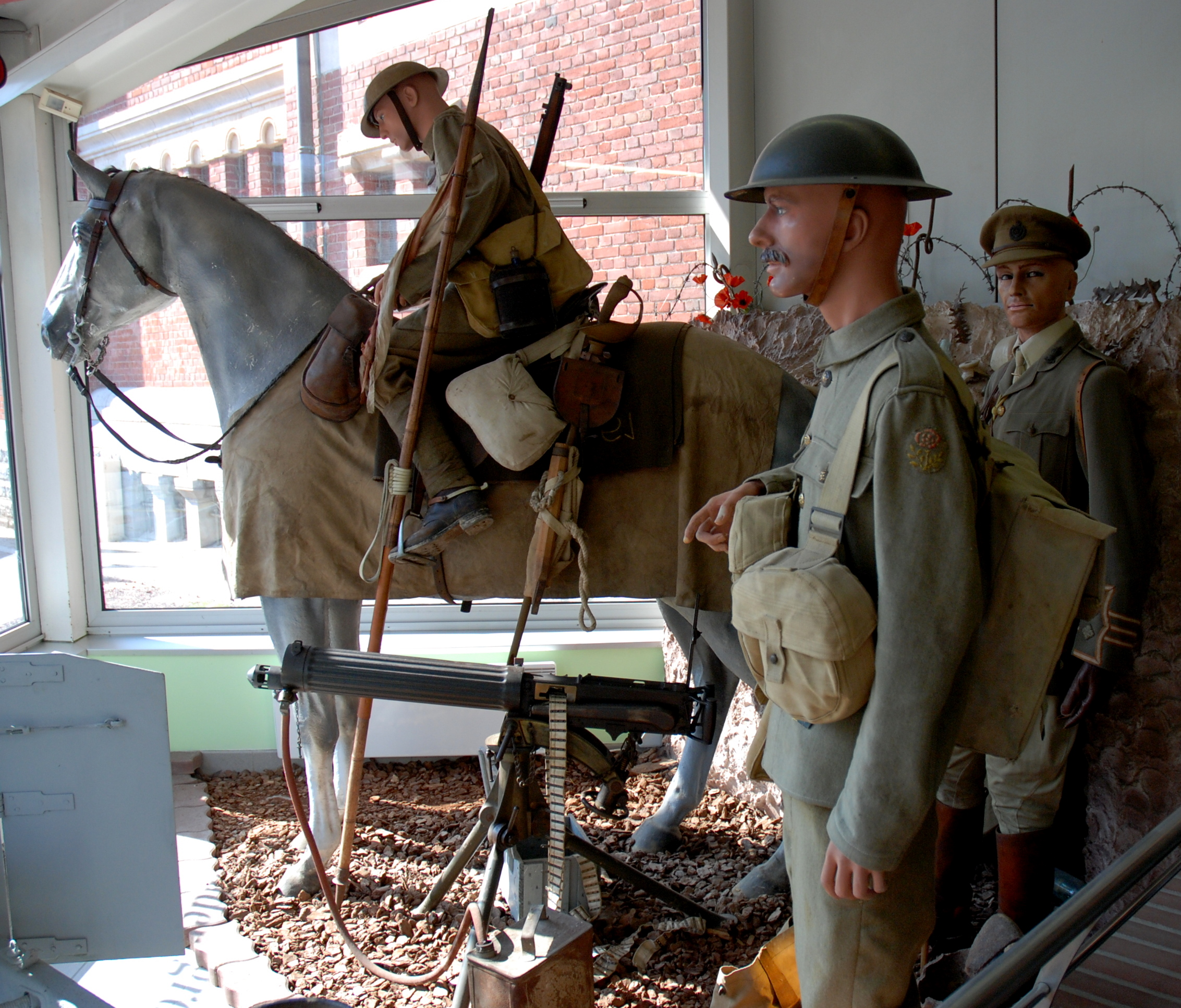
De inkomhal van het museum

Het Museum Somme 1916 is een museum in de Franse gemeente Albert, vlak naast de Basiliek Notre-Dame de Brebières.
Het museum toont het leven van de soldaten (zowel van de Duitsers als van de geallieerden) in de loopgraven tijdens de Eerste Wereldoorlog en meer bepaald de Slag om de Somme die in de buurt plaats greep.
In 1939 besloot de gemeente schuilkelders te bouwen waarvan in 1991 een deel werd gerestaureerd om dienst te doen als museum. Een vijftiental nissen en een aantal vitrines zijn ingericht in een ondergrondse gang van 230 m lang en 10 m diep die tijdens de Tweede Wereldoorlog dienstdeed als schuilkelder. Ook arbeiders van een nabijgelegen vliegtuigfabriek (Potez) in Méaulte vonden hier beschutting tijdens luchtbombardementen.
De uitgang van het museum bevindt zich in een park, vlak naast de rivier de Ancre.

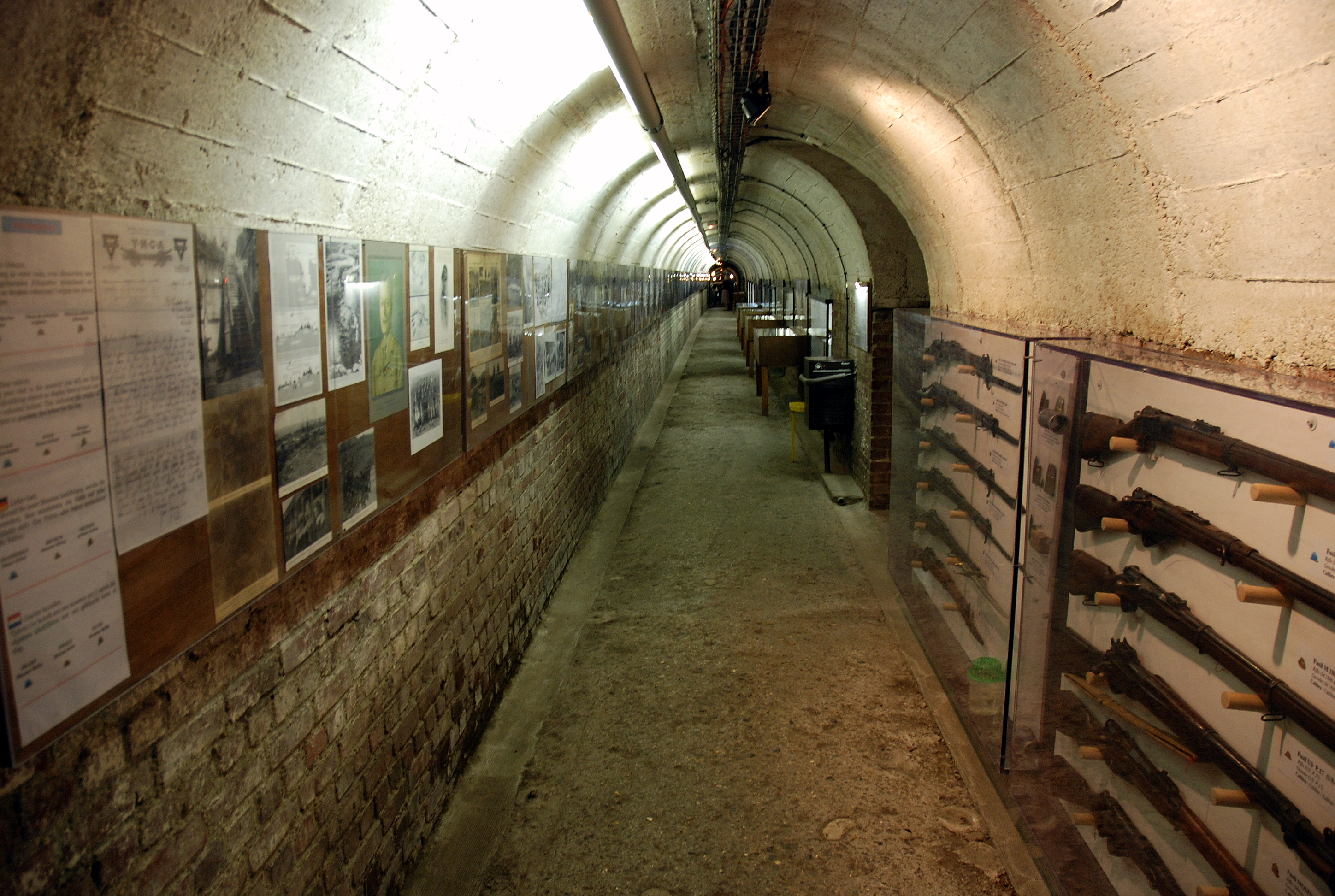
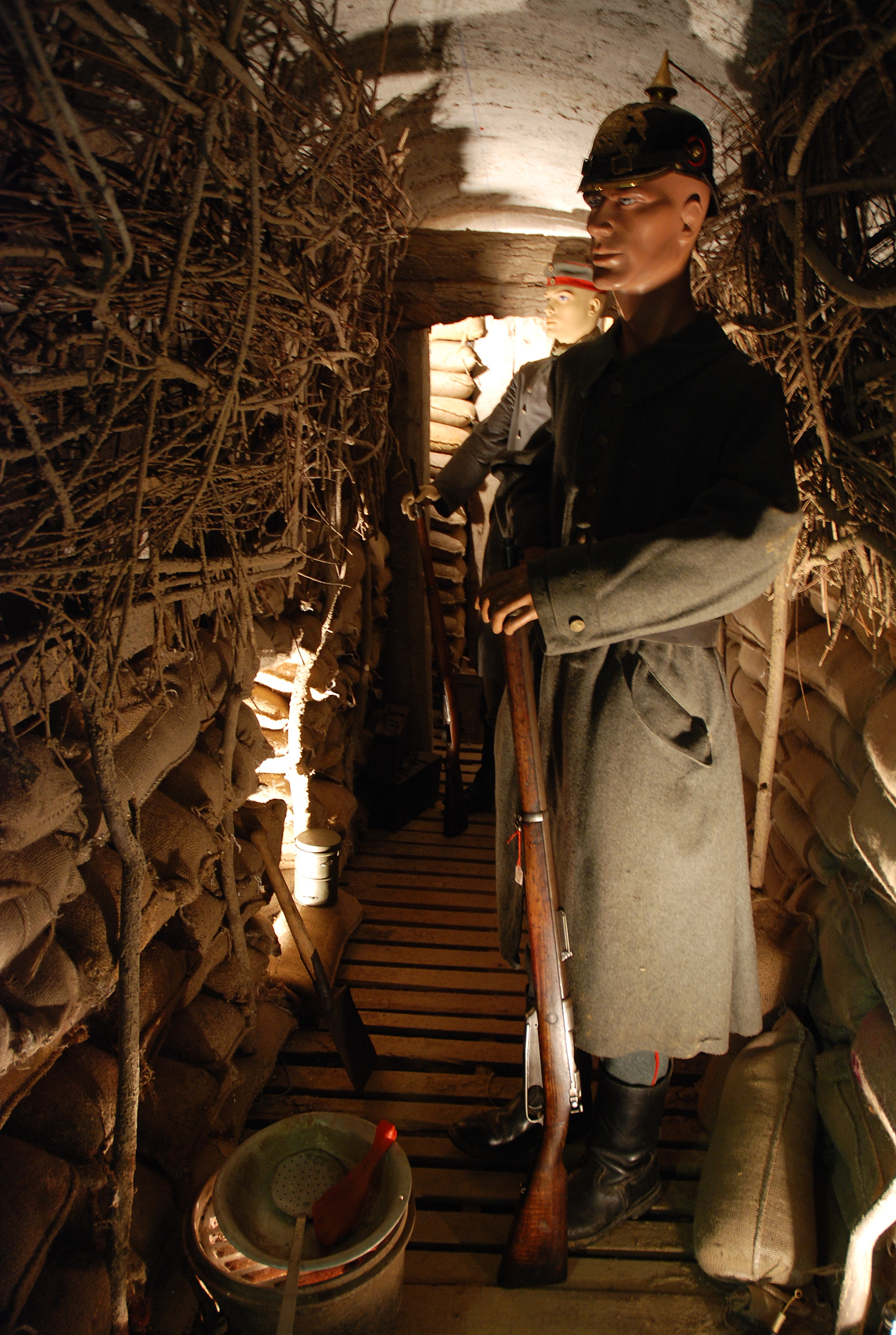
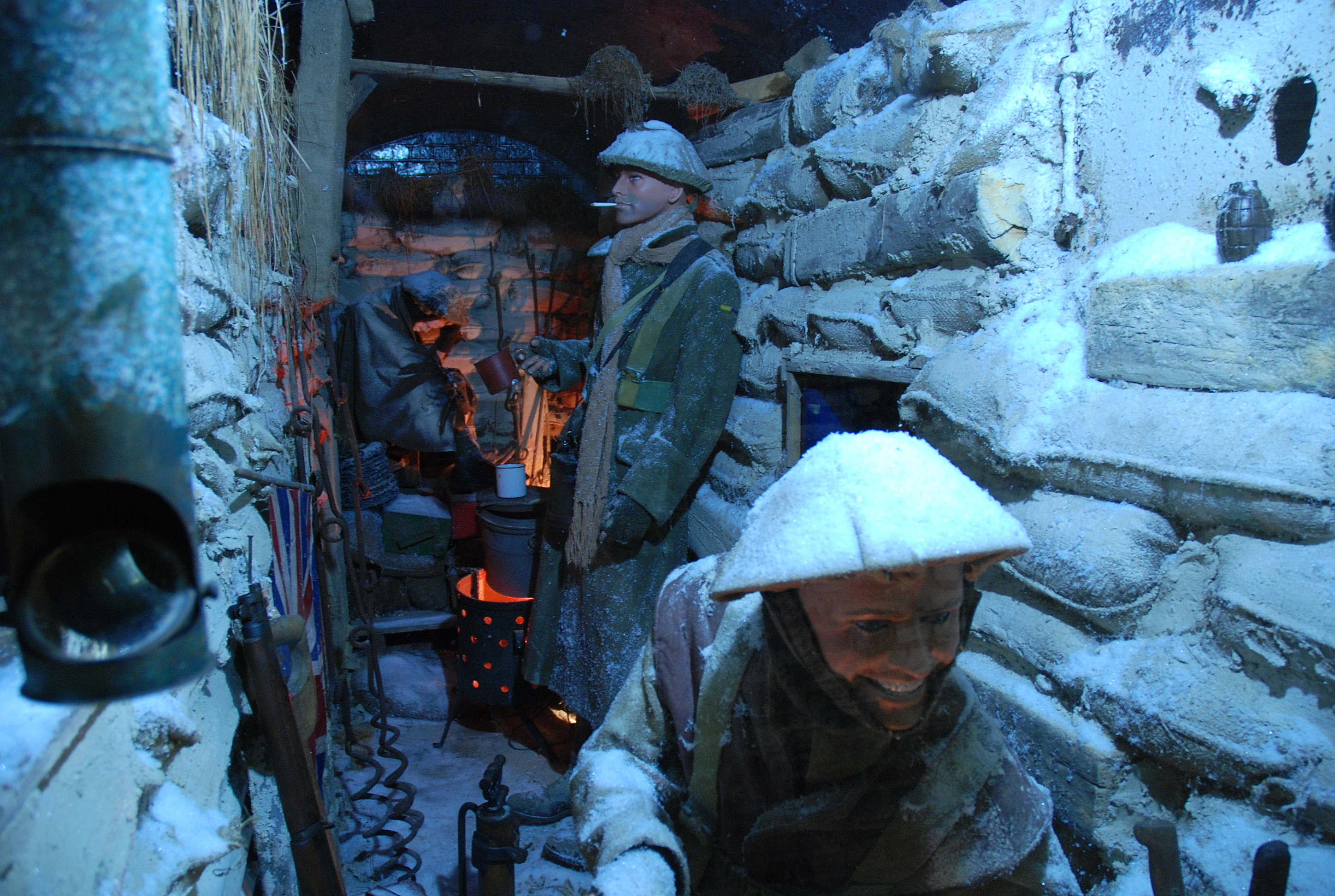
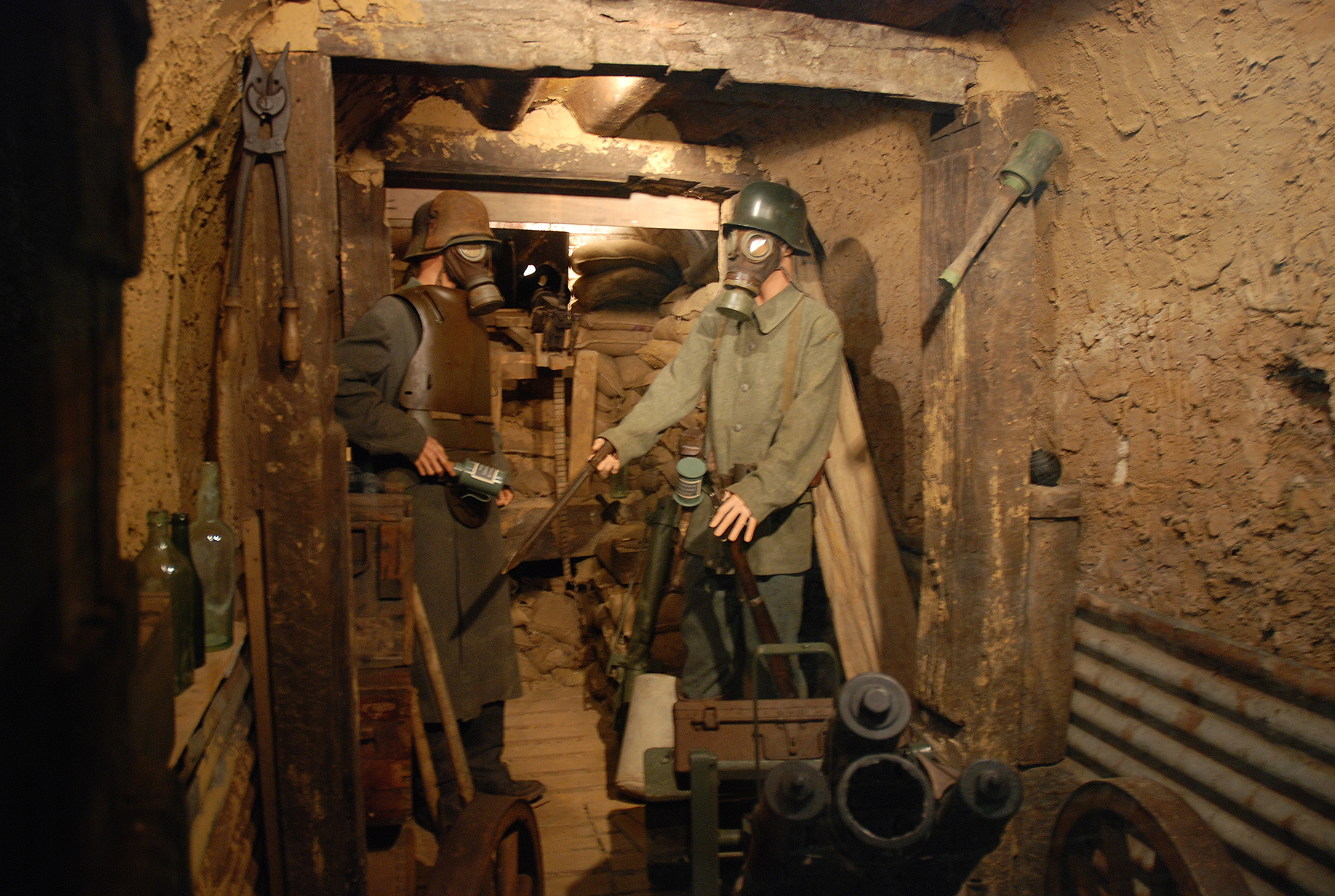